# Bellemanbeek
Le Bellemanbeek est un ruisseau néerlandais du Gueldre.
Sa source est située près du hameau d'Appel dans la commune de Nijkerk. Après, le ruisseau parcourt la commune de Barneveld, avant de se jeter dans le Hoevelakense Beek à l'ouest de Zwartebroek.